# Artiom Deleanu
Artiom Deleanu (ur. 1 stycznia 1999) – mołdawski zapaśnik walczący w stylu klasycznym. Zajął piąte miejsce na mistrzostwach świata w 2023. 
Złoty medalista mistrzostw Europy w 2024; trzeci w 2025; piąty w 2022 i 2023. 
Trzeci na ME U-23 w 2019 i 2022, a także na ME juniorów w 2019 roku.